# Marion Chesney

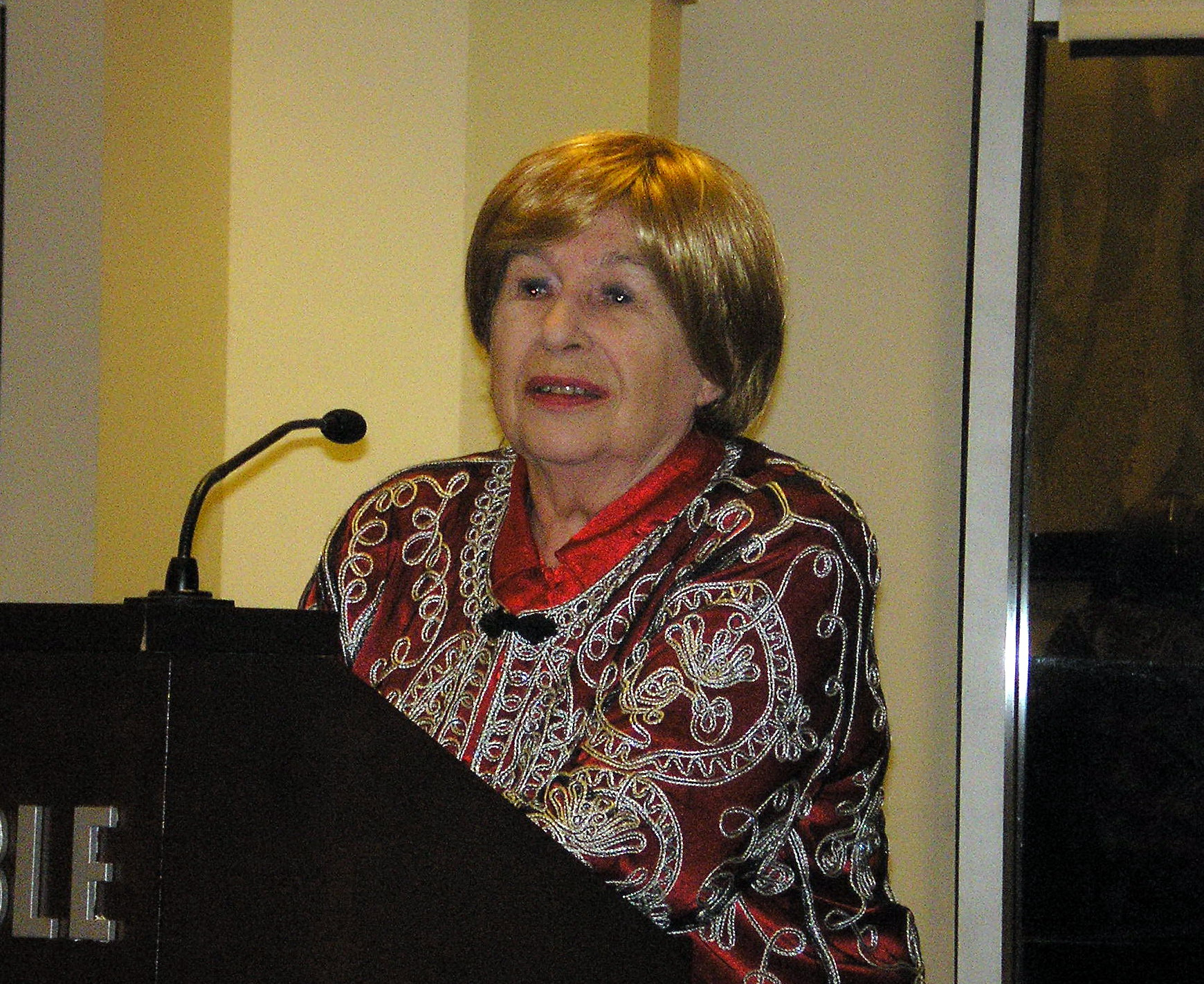
Marion Chesney (2006)

Marion Chesney (* 10. Juni 1936 in Glasgow; † 30. Dezember 2019 in Gloucester) war eine schottische Schriftstellerin, die sich vor allem durch ihre zahlreichen historischen Liebesromane und Krimis einen Namen gemacht hat.
Einen Teil ihrer Werke veröffentlichte Marion Chesney unter verschiedenen Pseudonymen: M. C. Beaton, Sarah Chester, Helen Crampton, Ann Fairfax, Marion Gibbons, Jennie Tremaine und Charlotte Ward.

## Leben
Die berufliche Karriere von Marion Chesney begann in einem Buchladen in Glasgow, wo sie Romane verkaufte. Später arbeitete sie als Theaterkritikerin, Reporterin und Redakteurin für verschiedene schottische Zeitungen, bis sie in London eine Stelle als Chefreporterin für das Frauenressort des Daily Express antrat.
In dieser Zeit heiratete Marion Chesney den Redakteur Harry Scott Gibbons und bekam mit ihm einen Sohn. Sie zogen vorübergehend in die USA, da ihr Mann dort ein Jobangebot bekommen hatte. Um länger zu Hause bei ihrem Kind bleiben zu können, begann sie historische Romane zu schreiben. Nach mehr als 100 Büchern, die vorwiegend im 19. Jahrhundert spielen, wechselte sie zu Kriminalromanen. Ein Urlaub in Sutherland inspirierte sie zu der ersten Geschichte rund um den Polizisten Hamish Macbeth im fiktiven Dorf Lochdubh in den schottischen Highlands. Chesneys Familie zog schließlich dorthin um. Zuletzt lebte sie in einem Cottage in den Cotswolds, wo die Detektiv-Reihe um Agatha Raisin ihren Ursprung nahm. Marion Chesney starb Ende 2019 im Alter von 83 Jahren; ihr Ehemann war bereits 2016 gestorben.

## Werke (Auszug)

### Als Ann Fairfax
- My Dear Duchess. Jove Publications, New York 1979, ISBN 0-515-05129-2.
  - Abschied von Clarissa. Pabel, Rastatt 1981.
- Henrietta. Jove Publications, New York 1979, ISBN 0-515-05128-4.
- Annabelle. Jove Publications, New York 1980, ISBN 0-515-05399-6.
  - Späte Hochzeit. Pabel, Rastatt 1984, ISBN 3-488-20704-8.
- Penelope. Jove Publications, New York 1982, ISBN 0-515-05400-3.

### Als Jennie Tremaine
- Kitty. Dell Pub. Co., New York 1979, ISBN 0-440-14981-9.
- Lucy. Dell Pub. Co., New York 1980, ISBN 0-440-15609-2
- Susie. Dell Pub. Co., New York 1981, ISBN 0-440-18391-X.
- Sally. Dell Pub. Co., New York 1982, ISBN 0-440-17523-2.
- Maggie. St. Martin’s Press, New York 1984, ISBN 0-312-50406-3.

### Als Marion Chesney
The Six Sisters (Sechs Töchter von Hochwürden)
1. Minerva. St. Martin’s Press, New York 1982, ISBN 0-312-53360-8.
Minerva: Duell der Herzen. Goldmann, München 1989, ISBN 3-442-66792-5.
2. The Taming of Annabelle. St. Martin’s Press, New York 1983, ISBN 0-312-78489-9.
Annabelle: Der Widerspenstigen Zähmung. Goldmann, München 1985, ISBN 3-442-06846-0.
3. Deirdre and Desire. St. Martin’s Press, New York 1983, ISBN 0-312-19136-7.
Carina - Verlangen des Herzens. Goldmann, München 1986, ISBN 3-442-08373-7.
4. Daphne. St. Martin’s Press, New York 1983, ISBN 0-312-18221-X.
Daphne: Spiel der Versuchung. Goldmann, München 1986, ISBN 3-442-08491-1.
5. Diana the Huntress. St. Martin’s Press, New York 1985, ISBN 0-312-19937-6.
Diana: Verwirrung des Herzens. Goldmann, München 1987, ISBN 3-442-08610-8.
6. Frederica in Fashion. St. Martin’s Press, New York 1985, ISBN 0-312-30363-7.
Frederica: Erwachen des Frühlings. Goldmann, München 1987, ISBN 3-442-08820-8.

A House for the Season Series (Ein Haus für die Saison)
1. The Miser of Mayfair. St. Martin’s Press, New York 1986, ISBN 0-312-53443-4.
Tage der Sehnsucht. Goldmann, München 1988, ISBN 3-442-09218-3.
2. Plain Jane. St. Martin’s Press, New York 1986, ISBN 0-312-61381-4.
Die ungleichen Schwestern. Goldmann, München 1989, ISBN 3-442-09258-2.
3. The Wicked Godmother. St. Martin’s Press, New York 1987, ISBN 0-312-00206-8.
Saison der Eifersucht. Goldmann, München 1989, ISBN 3-442-09291-4.
4. Rake’s Progress. St. Martin’s Press, New York 1987, ISBN 0-312-00674-8.
Herzenspoker. Goldmann, München 1989, ISBN 3-442-09406-2.
5. The Adventuress. St. Martin’s Press, New York 1987, ISBN 0-312-00991-7.
 Spiel der Intrigen. Goldmann, München 1989, ISBN 3-442-09434-8.
6. Rainbird’s Revenge. St. Martin’s Press, New York 1988, ISBN 0-312-01506-2.
Ein echter Snob. Goldmann, München 1989, ISBN 3-442-09489-5.

The Traveling Matchmaker
1. Emily Goes to Exeter. St. Martin’s Press, New York 1990, ISBN 0-312-05078-X.
Die reisende Ehestifterin - Fahrt ins Glück. Goldmann, München 1992, ISBN 3-442-41338-9.
2. Belinda Goes to Bath. St. Martin’s Press, New York 1991, ISBN 0-312-05382-7.
Das Schloß am Fluß. Goldmann, München 1992, ISBN 3-442-41345-1.
3. Penelope Goes to Portsmouth. St. Martin’s Press, New York 1991, ISBN 0-312-05945-0.
Hafen der Sehnsucht. Goldmann, München 1993, ISBN 3-442-41385-0.
4. Beatrice Goes to Brighton. St. Martin’s Press, New York 1991, ISBN 0-312-06302-4.
Neues Glück für Beatrice. Goldmann, München 1993, ISBN 3-442-41386-9.
5. Deborah Goes to Dover. St. Martin’s Press, New York 1992, ISBN 0-312-06952-9.
Ein wildes Mädchen. Goldmann, München 1993, ISBN 3-442-13141-3.
6. Yvonne Goes to York. St. Martin’s Press, New York 1992, ISBN 0-312-07892-7.
Unterwegs ins Glück. Goldmann, München 1993, ISBN 3-442-13141-3.

Edwardian Mystery
1. Snobbery with Violence. St. Martin’s Minotaur, New York 2003, ISBN 0-312-30451-X.
Tod auf Telby Castle. Rowohlt-Taschenbuch-Verlag, Reinbek bei Hamburg 2005, ISBN 3-499-23881-0.
2. Hasty Death. St. Martin’s Minotaur, New York 2004, ISBN 0-312-30453-6.
Eine Leiche in bester Gesellschaft. Rowohlt-Taschenbuch-Verlag, Reinbek bei Hamburg 2006, ISBN 3-499-24095-5.
3. Sick of Shadows. St. Martin’s Minotaur, New York 2005, ISBN 0-312-32964-4.
4. Our Lady of Pain. St. Martin’s Minotaur, New York 2006, ISBN 0-312-32968-7.

### Als M. C. Beaton
Agatha Raisin
1. Agatha Raisin and the Quiche of Death. St. Martin’s Press, New York 1992, ISBN 0-312-08153-7.
Agatha Raisin und der tote Richter. Bastei Lübbe Taschenbuch, Köln 2013, ISBN 978-3-404-16828-6.
2. Agatha Raisin and the Vicious Vet. St. Martin’s Press, New York 1993, ISBN 0-312-09242-3.
Agatha Raisin und der tote Tierarzt. Bastei Lübbe Taschenbuch, Köln 2014, ISBN 978-3-404-16919-1.
3. Agatha Raisin and the Potted Gardener. St. Martin’s Press, New York 1994, ISBN 0-312-10927-X.
Agatha Raisin und die tote Gärtnerin. Bastei Lübbe Taschenbuch, Köln 2014, ISBN 978-3-404-16986-3.
4. Agatha Raisin and the Walkers of Dembley. St. Martin’s Press, New York 1995, ISBN 0-312-11738-8.
Agatha Raisin und die Tote im Feld. Bastei Lübbe Taschenbuch, Köln 2015, ISBN 978-3-404-17141-5.
5. Agatha Raisin and the Murderous Marriage. St. Martin’s Press, New York 1996, ISBN 0-312-14538-1.
Agatha Raisin und der tote Ehemann. Bastei Lübbe Taschenbuch, Köln 2015, ISBN 978-3-404-17224-5.
6. Agatha Raisin and the Terrible Tourist. St. Martin’s Press, New York 1997, ISBN 0-312-16761-X.
Agatha Raisin und die tote Urlauberin. Bastei Lübbe Taschenbuch, Köln 2015, ISBN 978-3-404-17285-6.
7. Agatha Raisin and the Wellspring of Death. St. Martin’s Press, New York 1998, ISBN 0-312-18523-5.
Agatha Raisin und der Tote im Wasser. Bastei Lübbe, Köln 2016, ISBN 978-3-404-17359-4.
8. Agatha Raisin and the Wizard of Evesham. St. Martin’s Press, New York 1999, ISBN 0-312-19822-1.
Agatha Raisin und der tote Friseur. Bastei Lübbe, Köln 2017, ISBN 978-3-404-17485-0.
9. Agatha Raisin and the Witch of Wyckhadden. St. Martin’s Minotaur, New York 1999, ISBN 0-312-20494-9.
Agatha Raisin und die tote Hexe. Bastei Lübbe, Köln 2017, ISBN 978-3-404-17572-7.
10. Agatha Raisin and the Fairies of Fryfam. St. Martin’s Minotaur, New York 2000, ISBN 0-312-20496-5.
Agatha Raisin und der tote Gutsherr. Bastei Lübbe, Köln 2018, ISBN 978-3-404-17645-8.
11. Agatha Raisin and the Love from Hell. St. Martin’s Minotaur, New York 2001, ISBN 0-312-20766-2.
Agatha Raisin und die tote Geliebte. Bastei Lübbe, Köln 2018, ISBN 978-3-404-17726-4.
12. Agatha Raisin and the Day the Floods Came. St. Martin’s Minotaur, New York 2002, ISBN 0-312-20767-0.
Agatha Raisin und die ertrunkene Braut. Bastei Lübbe, Köln 2019, ISBN 978-3-404-17784-4.
13. Agatha Raisin and the Case of the Curious Curate. St. Martin’s Minotaur, New York 2003, ISBN 0-312-20768-9.
Agatha Raisin und der tote Kaplan. Bastei Lübbe, Köln 2019, ISBN 978-3-404-17830-8.
14. Agatha Raisin and the Haunted House. St. Martin’s Minotaur, New York 2003, ISBN 0-312-20769-7.
Agatha Raisin und das Geisterhaus. Bastei Lübbe, Köln 2020, ISBN 978-3-404-17916-9.
15. Agatha Raisin and the Deadly Dance. St. Martin’s Minotaur, New York 2004, ISBN 0-312-30436-6.
Agatha Raisin und der tote Auftragskiller. Bastei Entertainment, Köln 2020, ISBN 978-3-404-18083-7.
16. Agatha Raisin and the Perfect Paragon. St. Martin’s Minotaur, New York 2005, ISBN 1-84529-275-8.
Agatha Raisin und der tote Göttergatte. Bastei Lübbe, Köln 2021, ISBN 978-3-404-18334-0.
17. Agatha Raisin and Love, Lies and Liquor. St. Martin’s Minotaur, New York 2006, ISBN 0-312-34910-6.
Agatha Raisin und die Tote am Strand. Bastei Lübbe, Köln 2021, ISBN 978-3-404-18415-6.
18. Agatha Raisin and Kissing Christmas Goodbye. St. Martin’s Minotaur, New York 2007, ISBN 978-0-312-34911-0.
Agatha Raisin und die tote Witwe. Bastei Lübbe, Köln 2021, ISBN 978-3-404-18548-1.
19. Agatha Raisin and a Spoonful of Poison. St. Martin’s Minotaur, New York 2008, ISBN 978-0-312-34912-7.
Agatha Raisin und das tödliche Kirchenfest. Bastei Lübbe, Köln 2022, ISBN 978-3-404-18579-5.
20. Agatha Raisin: There Goes the Bride. St. Martin’s Minotaur, New York 2009, ISBN 978-0-312-38700-6.
Agatha Raisin und die tote Rivalin. Bastei Lübbe, Köln 2022, ISBN 978-3-404-18859-8.
21. Agatha Raisin and the Busy Body. St. Martin’s Minotaur, New York 2010, ISBN 978-0-312-38701-3.
Agatha Raisin und der Tote im Blumenbeet. Bastei Lübbe, Köln 2023, ISBN 978-3-404-18971-7.
22. As the Pig Turns. St. Martin’s Minotaur, New York 2011, ISBN 978-0-312-38702-0.
Agatha Raisin und der tote Polizist. Bastei Lübbe, Köln 2023, ISBN 978-3-404-19241-0.
23. Hiss and Hers. St. Martin’s Minotaur, New York 2012, ISBN 978-0-312-61625-0.
Agatha Raisin und der tödliche Biss. Bastei Lübbe, Köln 2024, ISBN 978-3-404-19311-0.
24. Something Borrowed, Someone Dead. St. Martin’s Minotaur, New York 2013, ISBN 978-0-312-64013-2.
Agatha Raisin und die tote Wohltäterin. Bastei Lübbe, Köln 2025, ISBN 978-3-404-19406-3.
25. The Blood of an Englishman. St. Martin’s Minotaur, New York 2014, ISBN 978-1-250-05789-1.
Agatha Raisin und der tote Schauspieler. Bastei Lübbe, Köln 2025, ISBN 978-3-404-19474-2.
26. Dishing the Dirt. St. Martin’s Minotaur, New York 2015, ISBN 978-1-4668-6118-3.
27. Pushing Up Daisies. St. Martin’s Minotaur, New York 2016, ISBN 978-1-250-05745-7.
28. The Witches’ Tree. St. Martin’s Minotaur, New York 2017, ISBN 978-1-250-05747-1.
29. The Dead Ringer. St. Martin’s Minotaur, New York 2018, ISBN 978-1-250-15770-6.
30. Beating About the Bush. St. Martin’s Minotaur, New York 2019, ISBN 978-0-312-64013-2.

Hamish Macbeth
1. Death of a Gossip. St. Martin’s Press, New York 1985, ISBN 0-312-18637-1.
Hamish Macbeth fischt im Trüben. Bastei Lübbe Taschenbuch, Köln 2016, ISBN 978-3-404-17435-5.
2. Death of a Cad. St. Martin’s Press, New York 1987, ISBN 0-312-00118-5.
Hamish Macbeth geht auf die Pirsch. Bastei Lübbe Taschenbuch, Köln 2017, ISBN 978-3-404-17525-3.
3. Death of an Outsider. St. Martin’s Press, New York 1988, ISBN 0-312-02188-7.
Hamish Macbeth und das Skelett im Moor. Bastei Lübbe Taschenbuch, Köln 2017, ISBN 978-3-404-17608-3.
4. Death of a Perfect Wife. St. Martin’s Press, New York 1989, ISBN 0-312-03322-2.
Hamish Macbeth spuckt Gift und Galle. Bastei Lübbe Taschenbuch, Köln 2018, ISBN 978-3-404-17674-8.
5. Death of a Hussy. St. Martin’s Press, New York 1991, ISBN 0-312-05071-2.
Hamish Macbeth und das tote Flittchen. Bastei Lübbe Taschenbuch, Köln 2018, ISBN 978-3-404-17785-1.
6. Death of a Snob. St. Martin’s Press, New York 1992, ISBN 0-312-05851-9.
Hamish Macbeth ist reif für die Insel. Bastei Lübbe Taschenbuch, Köln 2019, ISBN 978-3-404-17829-2.
7. Death of a Prankster. St. Martin’s Press, New York 1992, ISBN 0-312-07701-7.
Hamish Macbeth und der tote Witzbold. Bastei Lübbe Taschenbuch, Köln 2019, ISBN 978-3-404-17915-2.
8. Death of a Glutton. St. Martin’s Press, New York 1993, ISBN 0-312-08761-6.
Hamish Macbeth: Hamish hat ein Date mit dem Tod. Bastei Lübbe, Köln 2020, ISBN 978-3-404-17994-7.
9. Death of a Travelling Man. St. Martin’s Press, New York 1993, ISBN 0-312-09783-2.
Hamish Macbeth: Hamish riecht Ärger. Bastei Lübbe, Köln 2020, ISBN 978-3-404-18333-3.
10. Death of a Charming Man. Mysterious Press, New York 1994, ISBN 0-89296-529-0.
Hamish Macbeth lässt sich nicht um den Finger wickeln. Bastei Lübbe, Köln 2021, ISBN 978-3-7517-0386-4.
11. Death of a Nag. Mysterious Press, New York 1995, ISBN 0-89296-530-4.
Hamish Macbeth riskiert Kopf und Kragen. Bastei Lübbe, Köln 2022, ISBN 978-3-404-18544-3.
12. Death of a Macho Man. Mysterious Press, New York 1996, ISBN 0-89296-531-2.
Hamish kämpft um seine Ehre. Bastei Lübbe, Köln 2022, ISBN 978-3-404-18580-1.
13. Death of a Dentist. Mysterious Press, New York 1997, ISBN 0-89296-643-2.
Hamish Macbeth vergeht das Grinsen. Bastei Lübbe, Köln 2022, ISBN 978-3-404-18860-4.
14. Death of a Scriptwriter. Mysterious Press, New York 1998, ISBN 0-89296-644-0.
Hamish Macbeth verschlägt es die Sprache. Bastei Lübbe, Köln 2023, ISBN 978-3-404-18972-4.
15. Death of an Addict. Mysterious Press, New York 1999, ISBN 0-89296-675-0.
Hamish Macbeth fängt einen dicken Fisch. Bastei Lübbe, Köln 2024, ISBN 978-3-404-19242-7.

(-) A Highland Christmas. Kurzgeschichte zwischen Band 15 und 16. Mysterious Press, New York 1999, ISBN 0-89296-699-8.
1. Death of a Dustman. Mysterious Press, New York 2001, ISBN 0-89296-631-9.
2. Death of a Celebrity. Warner Books, New York 2002, ISBN 0-89296-676-9.
Hamish Macbeth gerät ins Schwitzen. Bastei Lübbe, Köln 2024, ISBN 978-3-404-19407-0.
3. Death of a Village. Mysterious Press, New York 2003, ISBN 0-89296-677-7.
Hamish Macbeth geht den Dingen auf den Grund. Bastei Lübbe, Köln 2025, ISBN 978-3-404-19458-2.
4. Death of a Poison Pen. Mysterious Press, New York 2004, ISBN 0-89296-788-9.
Hamish Macbeth lüftet ein Briefgeheimnis. Bastei Lübbe, Köln 2025, ISBN 978-3-404-19623-4.
5. Death of a Bore. Mysterious Press, New York 2005, ISBN 0-89296-795-1.
6. Death of a Dreamer. Mysterious Press, New York 2006, ISBN 0-89296-789-7.
7. Death of a Maid. Mysterious Press, New York 2007, ISBN 978-0-89296-010-1.
8. Death of a Gentle Lady. Warner Books, New York 2008, ISBN 978-0-446-58260-5.
9. Death of a Witch. Grand Central Publishing, New York 2009, ISBN 978-0-446-19613-0.
10. Death of a Valentine. Grand Central Publishing, New York 2010, ISBN 978-0-446-54738-3.
11. Death of a Chimney Sweep. Grand Central Publishing, New York 2011, ISBN 978-0-446-54739-0.
12. Death of a Kingfisher. Grand Central Publishing, New York 2012, ISBN 978-0-446-54736-9.
13. Death of Yesterday. Grand Central Publishing, New York 2013, ISBN 978-1-4555-1755-8.
14. Death of a Policeman. Grand Central Publishing, New York 2014, ISBN 978-1-4555-5343-3.
15. Death of a Liar. Grand Central Publishing, New York 2015, ISBN 978-1-4555-3267-4.
16. Death of a Nurse. Grand Central Publishing, New York 2016, ISBN 978-1-4555-5826-1.
17. Death of a Ghost. Grand Central Publishing, New York 2017, ISBN 978-1-4555-5828-5.
18. Death of an Honest Man. Grand Central Publishing, New York 2018, ISBN 978-1-4555-5833-9.
19. Death of a Green-Eyed Monster. Grand Central Publishing, New York 2022, ISBN 978-1-5387-4673-8.
20. Death of a Traitor. Grand Central Publishing, New York 2023, ISBN 978-1-5387-4677-6.
21. Death of a Spy. Grand Central Publishing, New York 2024, ISBN 978-1-5387-4331-7.
22. Death of a Smuggler. Grand Central Publishing, New York 2025, ISBN 978-1-5387-4333-1.